# Yaskawa Electric Corporation
Yaskawa Electric Corporation (株式会社安川電機 Kabushiki-gaisha Yasukawa Denki) er en japansk producent af servo, forskellige elprodukter og industrirobotter.
Virksomheden blev etableret i 1915 i Kitakyushu. Yaskawa fik godkendt varemærket "Mechatronics" i 1972.